# Frankenstadion Heilbronn
Das Frankenstadion Heilbronn ist ein Fußball- und Leichtathletikstadion in Heilbronn. Es fasst 17.284 Zuschauer, davon 972 überdachte und 312 unüberdachte Sitzplätze auf der Haupttribüne.

## Geschichte
Mit dem Bau des Frankenstadions wurde 1985 an der Stelle des 1920 erbauten und nach seiner Zerstörung im Zweiten Weltkrieg im Jahr 1954 wiederaufgebauten Städtischen Stadions begonnen. Nach fast dreijähriger Bauzeit wurde das Stadion am 16. August 1988 mit einem Freundschaftsspiel der Stadtauswahl Heilbronn gegen den Bundesligisten VfB Stuttgart eingeweiht, das die Stuttgarter vor rund 8.000 Zuschauern mit 9:1 gewannen. Im folgenden Frühjahr war das Stadion Austragungsort eines Bundesligaspiels, als der Karlsruher SC aufgrund einer Stadionsperre nicht im Karlsruher Wildparkstadion antreten durfte und das Spiel gegen Hannover 96 – ein 2:0-„Heimsieg“ durch Tore des vormaligen Heilbronner Spielers Jochen Heisig und Daniel Simmes – am 18. Februar 1989 in Heilbronn austrug.
Rekordzuschauerzahl im neuen Frankenstadion waren 15.000 Besucher beim Freundschaftsspiel zwischen der TSG Hoffenheim und dem VfB Stuttgart im Herbst 2007 sowie beim DFB-Pokalspiel zwischen der SG Sonnenhof Großaspach und dem VfB Stuttgart im August 2009. Das alte Städtische Stadion war hingegen zweimal ausverkauft. In der Regionalligazeit des VfR Heilbronn besuchten jeweils 18.000 Zuschauer die Spiele gegen Kickers Offenbach (0:3) im Jahr 1971 und gegen den TSV 1860 München (2:1) im Jahr 1973.
Im Rahmen der Umbauarbeiten des Sportparks Fautenhau, die aufgrund des erfolgten Regionalliga-Aufstieges notwendig waren, bestritt die SG Sonnenhof Großaspach von 2009 bis 2011 ihre Heimspiele im Heilbronner Frankenstadion.
Am 3. August 2013 wurde mit dem Spiel der Neckarsulmer Sport-Union gegen den 1. FC Kaiserslautern eine Begegnung der 1. Hauptrunde des DFB-Pokals 2013/14 im Frankenstadion ausgetragen. Grund dafür war die höhere Zuschauerkapazität gegenüber der eigentlichen Heimstätte des damaligen Verbandsligisten, dem Pichterichstadion in Neckarsulm. Der damalige Zweitligist und spätere Halbfinalist aus Kaiserslautern entschied die Begegnung mit 7:0 für sich.
Das Stadion wird gelegentlich auch für Konzerte genutzt. Jeweils etwa 25.000 Menschen sahen dort 2010 die Musikerin Pink und im Jahr 2013 die Band Die Toten Hosen oder 2022 Die Ärzte.